# Friedrich Georg Jünger
Pour les articles homonymes, voir Jünger.
Friedrich Georg Jünger, né le 1er septembre 1898 à Hanovre et mort le 20 juillet 1977 à Überlingen, est un écrivain, essayiste et poète allemand. 
Frère cadet de Ernst Jünger, il s'engage en 1916 dans la division hanovrienne et est blessé gravement à la bataille de Langemark. Après la Première Guerre mondiale, il étudie le droit et le caméralisme à l'université de Leipzig et l'université de Halle-Wittenberg.

## Œuvres

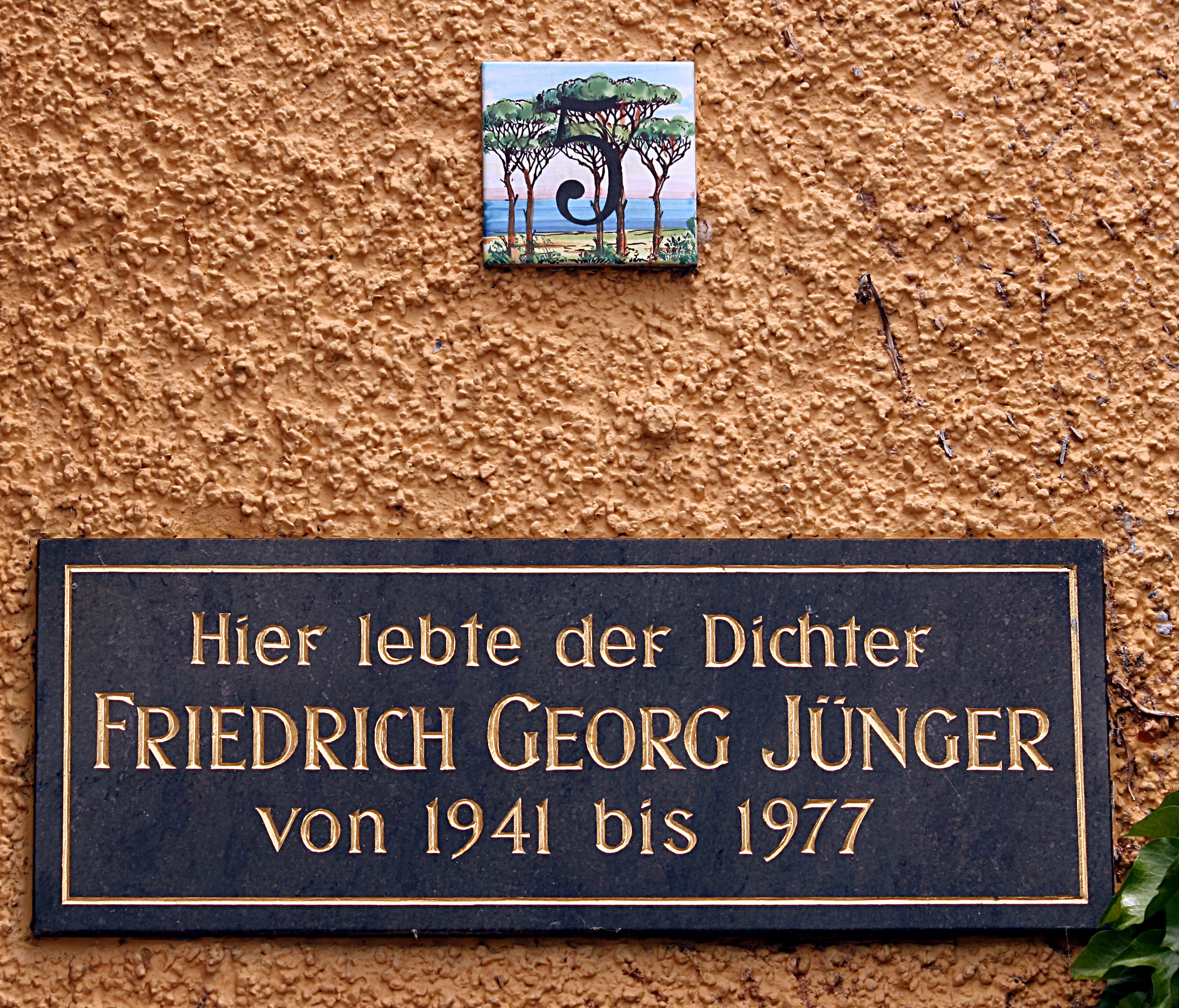
Plaque commémorative.

### Traductions françaises
- Les Titans et les dieux : mythes grecs (préf. et trad. François Poncet), Paris, Krisis, 2013, 246 p.  (ISBN 978-2916916095).
- La perfection de la technique (trad. Nicolas Briand), Paris, Éd. Allia, 2018, 400 p.  (ISBN 979-10-304-0933-8).
- Le Nationalisme en marche, Éditions l'Homme libre, 2015, 60 p.  (ISBN 9782368960134)

### Ouvrages originaux
- Der Aufmarsch des Nationalismus (1926)
- Der verkleidete Theseus, (1934)
- Gedichte (1934/35)
- Der Krieg, poésie (1936)
- Über das Komische (1936/48)
- Der Taurus, poésie (1937/43)
- Der Missouri, poésie (1940)
- Briefe aus Mondello (1943)
- Wanderungen auf Rhodos (1943)
- Griechische Götter (1943)
- Die Titanen (1944)
- Der Westwind. Ein Gedichtband (1946)
- Perfektion der Technik (1946/49/53)
- Die Silberdistelklause, poésie (1947)
- Das Weinberghaus, poésie (1947)
- Die Perlenschnur, poésie (1947)
- Griechische Mythen (1947/1957)
- Orient und Okzident, (1948/1966)
- Gespräche (1948)
- Nietzsche (1949/99)
- Maschine und Eigentum (1949/53)
- Gedichte (1949)
- Gedanken und Merkzeichen, recueil d'aphorismes (1949)
- Dalmatinische Nacht, (1950)
- Grüne Zweige. Ein Erinnerungsbuch (1951)
- Iris im Wind, poésie (1952)
- Rhythmus und Sprache im deutschen Gedicht (1952/66)
- Die Pfauen und andere Erzählungen (1952)
- Die morgenländische Stadt, poésie (1952)
- Die Spiele. Ein Schlüssel zu ihrer Bedeutung (1953)
- Sprache und Kalkül (1953)
- Gedanken und Merkzeichen. Zweite Sammlung Aphorismen (1954)
- Der erste Gang, roman (1954)
- Der weiße Hase, (1955)
- Schwarzer Fluß und windweißer Wald, poésie (1955)
- Zwei Schwestern, roman (1956)
- Gedächtnis und Erinnerung (1957)
- Spiegel der Jahre. Erinnerungen (1958)
- Kreuzwege, (1961)
- Sprache und Denken (1962)
- Wiederkehr, Erzählungen (1965)
- Es pocht an der Tür, poésie (1968)
- Die vollkommene Schöpfung. Natur oder Naturwissenschaft? (1969)
- Laura und andere Erzählungen (1970)
- Der Arzt und seine Zeit (1970)
- Heinrich March, roman (1979)
- Homers Odyssee (1979)
- Im tiefen Granit. Nachgelassene Gedichte (1983)